# アークエンジェル (航空機)
アークエンジェル
Strike Platform仕様機
- 用途：COIN機、偵察機
- 製造者：IOMAX USA
- 運用者： アラブ首長国連邦（空軍）

IOMAX アークエンジェル（英語: IOMAX Archangel）は、アメリカ合衆国のIOMAX USAが開発した偵察機、COIN機。

## 設計
スラッシュ・エアクラフト製の農業機、Thrush S-2R-660をベースに開発されている。
偵察型の『ISR Platform』とCOIN機型『Strike Platform』の2種類が用意されている。基本システムは共通でグラスコックピットが採用されるなど近代的なアビオニクスが採用されている。
ISR Platformは原型機の機体下部に偵察ポッド（Wescam製のMX-15 EO/IR）を搭載している。
Strike Platformは主翼にハードポイントを6か所、機体下部に偵察ポッド（Wescam製のMX-15 EO/IR）を搭載している。武装はヘルファイア空対地ミサイル・Roketsan Cirit 70㎜レーザー誘導ロケット・GBU-12/GBU-58誘導爆弾などを搭載可能。
主翼は短時間で取り外すことができ、C-17での輸送を可能としている。
民間向けの農業機をベースにしているため、本体価格が800万ドルであり、ライバルのスーパーツカノ（1,200～1,300万ドル）と比較して低コストでの導入が可能。
競合機としてはエンブラエル EMB-314の他、 LASA EngineeringがAyres ThrushのModel 510Gをベースに開発した『T-Bird』などがある。

## 性能諸元
ISR Platform仕様
出典: IOMAX USA. “Archangel Specifications” (英語). 2017年7月17日閲覧。
諸元
- 乗員: 2名
- ペイロード: 2,177 kg （4,800 lb）
- 全長: 11 m （36 ft）
- 全高: 3.8 m （12.5 ft）
- 翼幅: 17.4 m（57 ft）
- 空虚重量: kg （lbs）
- 有効搭載量: kg （lbs）
- 最大離陸重量: 6,713 kg （14,800 lbs）
- 動力: プラット・アンド・ホイットニー・カナダ PT6A-67F ターボプロップ、1,268 kW （1,700 shp）   × 1基

性能
- 巡航速度: 333 km/h （180 ktas）
- フェリー飛行時航続距離:   10.4 時間
- 実用上昇限度: 7,620 m （25,000 ft）

武装
- ハードポイント×6か所
- ロケット弾: Roketsan Cirit 70㎜レーザー誘導ロケット
- ミサイル: ヘルファイア
- 爆弾: GBU-12/GBU-58
- アビオニクス: 暗視装置、紫外線警戒装置、RWR、チャフ、フレア